# Orthrias
Orthrias är ett släkte i familjen grönlingsfiskar (Balitoridae). Släktet omfattar tre arter.

## Arter i släktet
- Orthrias potaninorum Prokofiev, 2007
- Orthrias sawadai Prokofiev, 2007
- Orthrias tschaiyssuensis (Banarescu & Nalbant, 1964)